# Отакі (Тіба)

35°17′6″ пн. ш. 140°14′44″ сх. д. / 35.28500° пн. ш. 140.24556° сх. д.
О́такі (яп. 大多喜町, おおたきまち, МФА: [oːtakʲi mat͡ɕi̥]) — містечко в Японії, в повіті Ісумі префектури Тіба. Станом на 1 жовтня 2008 площа містечка становила 129,84 км². Станом на 1 січня 2009 населення містечка становило 11 056 осіб.